# Río Mortera
El río Mortera es un curso fluvial de Cantabria (España) perteneciente a la cuenca hidrográfica Saja-Besaya, siendo afluente del río Besaya. Tiene una longitud de 7,809 kilómetros, con una pendiente media de 4,5º.
Discurre íntegramente por el término municipal de Los Corrales de Buelna, donde atraviesa las localidades de Coo, cerca de su nacimiento, y Barros. Dentro del pueblo de Coo se le une la canal Otero y un curso sin nombre clasificado como arroyo.